# Alfonso Herrera-Salcedo González
Alfonso Herrera-Salcedo González (* 14. März 1929) ist ein ehemaliger mexikanischer Botschafter.

## Leben
1957 absolvierte er einen Bachelor an der Universidad Nacional Autónoma de México.
Von 1949 bis 1953 war er Finanzberater bei der Secretaría de Hacienda y Crédito Público, beim Consejo de Administración de Seguros Progreso, S. A. und beim Centro de Estudios Monetarios Latinoamericanos. Am 1. Juli 1955 trat er in den auswärtigen Dienst. 1963 war er an der Botschaft in Rom, 1966 in Lissabon und ab 1970 in Moskau akkreditiert. In Moskau fungierte er zeitweise als Geschäftsträger. 1973 leitete er in Paris als Generalkonsul die Konsularabteilung.
| Vorgänger                          | Amt                                                                          | Nachfolger                        |
| ---------------------------------- | ---------------------------------------------------------------------------- | --------------------------------- |
| Carlos Zapata Vela                 | mexikanischer Botschafter in Moskau 18. Mai 1971 bis 10. April 1972          | Roque Antonio González Salazar    |
| Roberto de Rosenzweig-Díaz Azmitia | mexikanischer Botschafter in Kairo 8. Oktober 1976 bis 14. Oktober 1977      | Eusebio Antonio de Icaza González |
| Mario Armando Amador Durón         | mexikanischer Botschafter in Budapest 2. September 1981 bis 20. Februar 1986 | José Nemorio Caballero Bazán      |
| Ricardo Francisco Galán Méndez     | mexikanischer Botschafter in Managua 28. April 1992 bis 1. Februar 1994      | Edgardo Flores Rivas              |